# フラザン
フラザン (furazan) とは、複素環式化合物の一種で、酸素原子を1個、窒素原子を2個含む5員環構造を持つ。フランの 2,5位が窒素にかわったもの。フラザンやその誘導体はグリオキシム（1,2-ジオキシム）に塩基やアンモニアを作用させて合成される。 

## フラザン誘導体
3,4-ジメチルフラザンはジメチルグリオキシムを過剰のアンモニアと 165 ℃ で 6時間加熱して合成される。生成物は常温では液体で、沸点は 156 ℃。3,4-ジメチルフラザンを過マンガン酸で酸化するとメチルフラザンカルボン酸を経てフラザンジカルボン酸に変わる。メチルエチルフラザンやジフェニルフラザンも同様に知られる。
ステロイドの一種であるフラザボールはフラザン環を持つ。